# Station Terminus
Pour plus de détails, voir Fiche technique et Distribution.

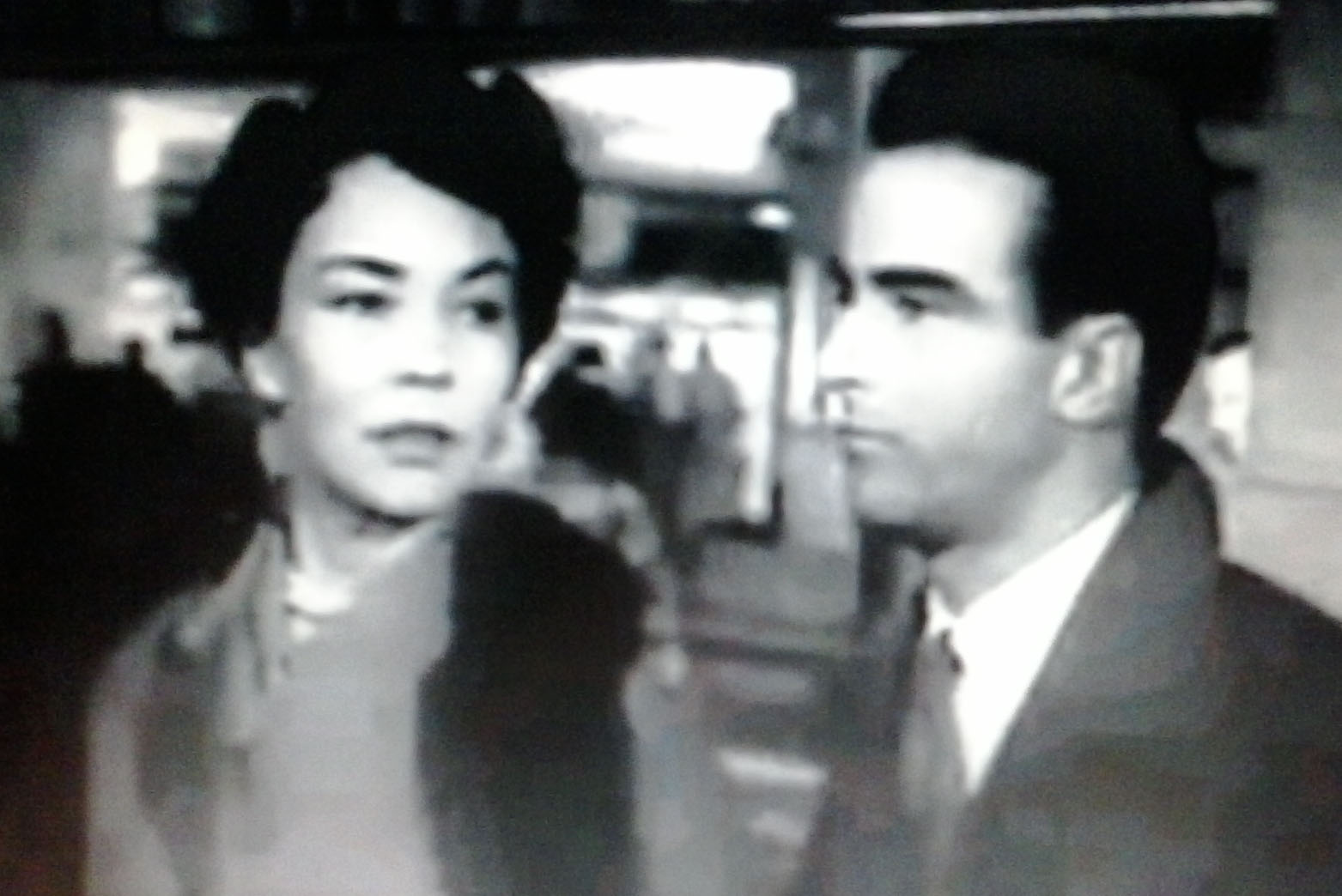
Jennifer Jones et Montgomery Clift.

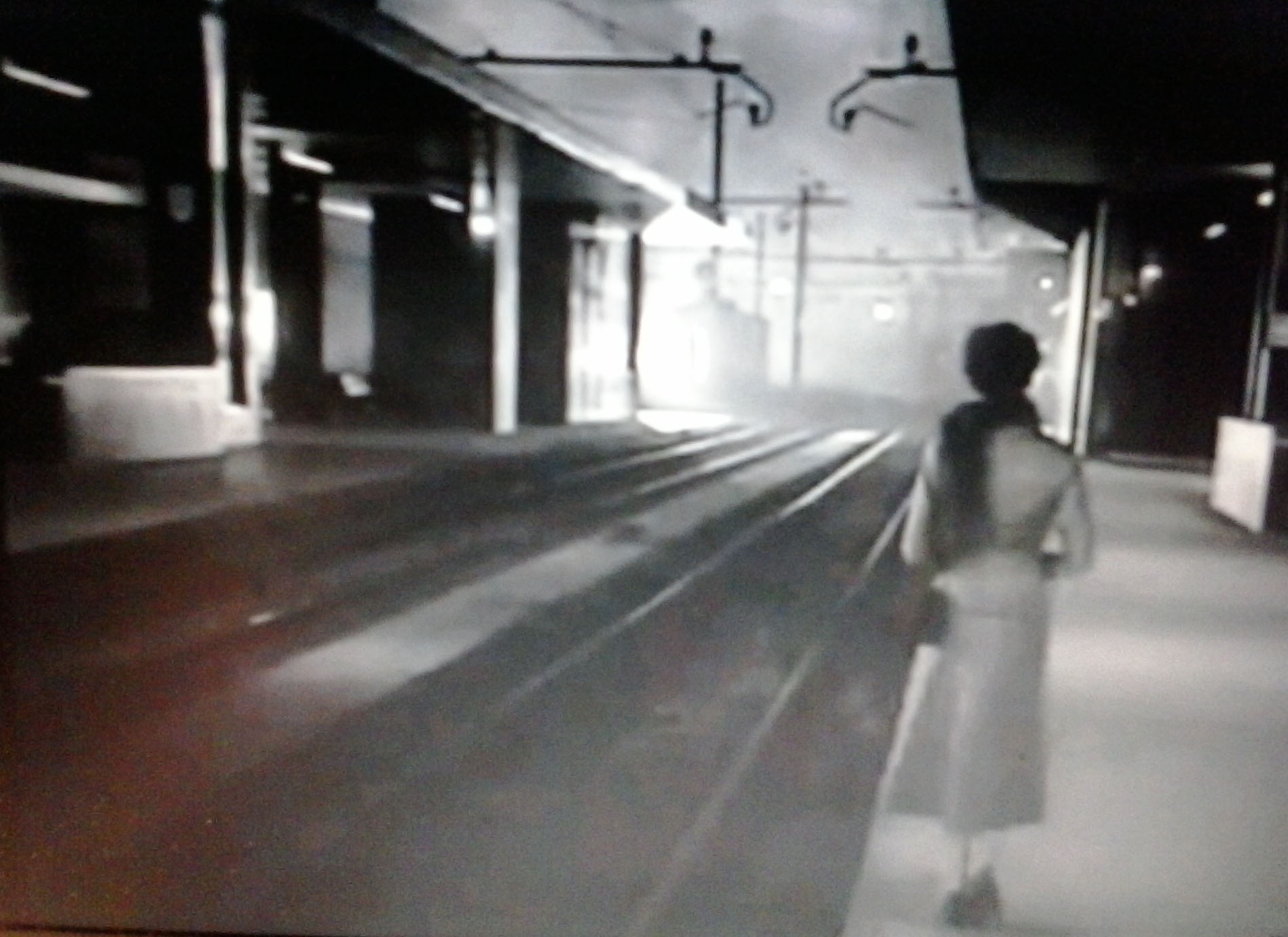
Jennifer Jones dans une scène du film.

Station Terminus (Stazione Termini) est un film italo-américain en noir et blanc réalisé par Vittorio De Sica, sorti en 1953.

## Synopsis
En visite chez des parents à Rome, une Américaine mariée a entretenu durant son séjour une liaison avec un homme. Elle décide qu'il est temps d'y mettre un terme, et commence à envisager son retour aux États-Unis, auprès de son mari. Mais elle se rend compte rapidement qu'elle n'est pas sûre de ce qu'elle veut, de ce qu'elle doit faire, et est en proie aux tourments.

## Fiche technique
- Titre : Station Terminus
- Titre original : Stazione Termini
- Réalisation : Vittorio De Sica
- Scénario : Luigi Chiarini, Giorgio Prosperi, Cesare Zavattini et Ben Hecht (non crédité) d'après l'histoire Terminal Station de Cesare Zavattini
- Dialogues : Truman Capote
- Production : Vittorio De Sica et David O. Selznick
- Société de production : Columbia Pictures Corporation, David O Selznick Studio et Produzioni De Sica
- Photographie : Aldo Graziati
- Montage : Jean Barker et Eraldo Da Roma
- Musique : Alessandro Cicognini
- Direction artistique : Virgilio Marchi
- Costumes : Christian Dior pour Jennifer Jones
- Pays de production :  États-Unis |  Italie
- Format : noir et blanc — 1,37:1 — 35 mm —  Son : Mono (RCA Sound System)
- Genre : drame sentimental
- Durée : 90 minutes
- Dates de sortie : 
  - Italie : 2 avril 1953
  - France : 8 mai 1953
  - États-Unis : 10 mai 1954
- Affiche : Jacques Bonneaud (France)

## Distribution
- Jennifer Jones : Mary Forbes
- Montgomery Clift : Giovanni Doria
- Gino Cervi : le commissaire
- Richard Beymer : Paul
- Paolo Stoppa : le commis-voyageur
- Enrico Glori (non crédité ; rôle indéterminé)
- Gigi Reder
- Maria Pia Casilio

## Distinctions
Le film a été présenté en sélection officielle en compétition au Festival de Cannes 1953.